# Strigoplus moluri
Strigoplus moluri là một loài nhện trong họ Thomisidae.
Loài này thuộc chi Strigoplus. Strigoplus moluri được miêu tả năm 2003 bởi Patel.